# Anders Näslund (tecknare)
Nils Anders Näslund, född 28 april 1915 i Ström, Jämtlands län, död 3 februari 1978, var en svensk arkitekt, målare och tecknare.
Han var son till kontoristen Anders Olov Näslund och Elisabeth Dorotea Nilsson. Näslund utbildade sig först till arkitekt men lämnade yrket 1947 för att bli heltidskonstnär. Han utförde illustrationer, porträttkarikatyrer, politiska teckningar som publicerades i dags- och veckopressen samt affischer utförda i blyerts, tusch, plakatfärg eller akvarell. Han började 1950 ge ut en årlig skämtbok. Han är en av de få svenska tecknare som tagits upp av den amerikanska Cartoon Treasury. Anders Näslund är begravd på Sundbybergs begravningsplats.